# Areobiotrema muraenesocis
Areobiotrema muraenesocis är en plattmaskart. Areobiotrema muraenesocis ingår i släktet Areobiotrema och familjen Areobiotrematidae. Inga underarter finns listade i Catalogue of Life.